# Cahul
Cahul (rumunsky Cahul, přepis moldavskou cyrilicí Кахул; rusky Кагул / Kagul, ukrajinsky Кагул / Kahul) je lázeňské město v Moldavsku, středisko Cahulského okresu, nejjižnějšího v zemi. Město leží v údolí řeky Prut.
V blízkosti sídla je hraniční přechod s Rumunskem. Končí zde železniční trať z Kišiněva. Nedaleko města byla svedena Bitva na řece Kahulu (1770).